# جوردينيانو
جوردينيانو (بالإيطالية: Giurdignano)‏ هي بلدة وبلدية في مقاطعة ليتشي في إقليم بوليا في جنوب إيطاليا.

## السكان
في سنة 1861 بلغ عدد السكان 620 نسمة، وتطور العدد ليصل في سنة 2011 لـ 1٬928 نسمة.
يظهر هذا المخطط البياني تطور النمو السكاني لـ جوردينيانو